# 人制
人制（ひとせい）とは、5世紀の大和政権に存在したとみられている官人制度の原型組織である。

## 概要
5世紀の大和政権では、伴造が部民を率いて国政を分担する構造が形成されていたが、5世紀頃には伴造のうち、その職務に長けた人物（個人あるいは複数人）が家族や地域といった共同体から切り離されて上番し、上番先で同じ仕奉関係を持つ人達と共に「×人」として組織され、王権と関係を結び、一定の職務を負っていた。埼玉県の稲荷山古墳出土の銀象嵌銘大刀の銘文に「杖刀人」（稲荷山古墳出土鉄剣を参照のこと）、熊本県の江田船山古墳出土の大刀銘に「典曹人」という名称が見られる。同様の名称は6世紀の新羅にも見られ、更に中国『周礼』の影響を受けたとする考え方もある。直木孝次郎は、こうした×人と称する官人制度を「人制」と呼称して、以後歴史学界などで用いられている。
記紀をはじめとして8世紀頃までの記録類には「×人」と書かれた職名及び氏族名が複数認められ、世襲的に引き継がれていったと考えられている。7世紀頃には「×人」に代わって部（とも/とものお）と呼ばれるようになり、律令制の伴部などに引き継がれたと考えられている。実際に記録上の人制と律令制上の伴部を比較すると、酒人→造酒司酒部、倉人→大蔵省・内蔵寮蔵部、手人→大蔵省・内蔵寮百済手部、宍人→内膳司膳部、氷人→主水司氷部などのように、対応関係が推測されるものがある。